# Чемпіонат Європи з легкої атлетики в приміщенні 1971
Чемпіонат Європи з легкої атлетики в приміщенні 1971 відбувся 13-14 березня у Софії на арені «Фестивальній» з довжиною кола 200 м.

## Призери

### Чоловіки
| Дисципліни            | Золото                                                                      | Золото     | Срібло                                                                       | Срібло    | Бронза                                                               | Бронза |
| --------------------- | --------------------------------------------------------------------------- | ---------- | ---------------------------------------------------------------------------- | --------- | -------------------------------------------------------------------- | ------ |
| 60 метрів             | Валерій Борзов СРСР                                                         | 6,6 CR     | Йобст Гіршт ФРН                                                              | 6,7       | Манфред Кокот НДР                                                    | 6,8    |
| 400 метрів            | Анджей Баденський Польща                                                    | 46,8       | Борис Савчук СРСР                                                            | 47,4      | Олександр Братчиков СРСР                                             | 47,6   |
| 800 метрів            | Євген Аржанов СРСР                                                          | 1.48,7     | Філ Льюїс Велика Британія                                                    | 1.50,5    | Анджей Купчик Польща                                                 | 1.50,5 |
| 1500 метрів           | Генрик Шордиковський Польща                                                 | 3.41,4     | Володимир Пантелей СРСР                                                      | 3.41,5 NR | Джанні дель Буоно Італія                                             | 3.42,1 |
| 3000 метрів           | Пітер Стюарт Велика Британія                                                | 7.53,6     | Вільфрід Шольц НДР                                                           | 7.54,4    | Юрій Алексашин СРСР                                                  | 8.01,2 |
| 60 метрів з бар'єрами | Екарт Беркес ФРН                                                            | 7,8 CR     | Олександр Демус СРСР                                                         | 7,9       | Серджіо Ліані Франція                                                | 7,9    |
| 4×400 метрів          | ПольщаВолдемар Корицький Ян Вернер Анджей Баденський Ян Боляховський        | 3.11,1     | СРСРОлександр Братчиков Семен Кочер Борис Савчук Євген Борисенко             | 3.11,9    | БолгаріяКрестю Христов Александр Янєв Александр Попов Йордан Тодоров | 3.15,6 |
| 4×800 метрів          | СРСРВалентин Таратинов Станіслав Мещерських Олексій Таранов Віктор Семяшкін | 7.17,8 WIB | ПольщаКшиштоф Лінковський Зенон Шордиковський Міхал Скавронек Казімеж Вардак | 7.19,2    | ФРНПауль-Гайнц Велльман Годехард Бріш Дітер Фрідріх Бернд Епплер     | 7.25,0 |
| Стрибки у висоту      | Іштван Майор Угорщина                                                       | 2,17       | Юрі Тармак СРСР                                                              | 2,17      | Ендре Келемен Угорщина                                               | 2,17   |
| Стрибки з жердиною    | Вольфганг Нордвіг НДР                                                       | 5,40 WIB   | Челль Ісакссон Швеція                                                        | 5,35      | Юрій Ісаков СРСР                                                     | 5,30   |
| Стрибки у довжину     | Ганс Баумгартнер ФРН                                                        | 8,12 CR    | Ігор Тер-Ованесян СРСР                                                       | 7,91      | Васіле Серукан Румунія                                               | 7,88   |
| Потрійний стрибок     | Віктор Санєєв СРСР                                                          | 16,83      | Карол Корбу Румунія                                                          | 16,83     | Геннадій Савлевич СРСР                                               | 16,24  |
| Штовхання ядра        | Гартмут Брізенік НДР                                                        | 20,19      | Валерій Войкін СРСР                                                          | 19,54     | Рікі Брух Швеція                                                     | 19,50  |

### Жінки
| Дисципліни            | Золото                                                                      | Золото        | Срібло                                                                      | Срібло     | Бронза                                                                     | Бронза |
| --------------------- | --------------------------------------------------------------------------- | ------------- | --------------------------------------------------------------------------- | ---------- | -------------------------------------------------------------------------- | ------ |
| 60 метрів             | Ренате Штехер НДР                                                           | 7,3 WIB       | Сільвіан Телльє Франція                                                     | 7,4        | Аннегрет Іррганг ФРН                                                       | 7,4    |
| 400 метрів            | Віра Попкова СРСР                                                           | 53,7          | Інге Беддінг ФРН                                                            | 54,3       | Марія Сікора Австрія                                                       | 54,4   |
| 800 метрів            | Гільдегард Фальк ФРН                                                        | 2.06,1        | Іляна Сіляй Румунія                                                         | 2.06,5     | Розмарі Стірлінг НДР                                                       | 2.06,6 |
| 1500 метрів           | Маргарет Бічем Велика Британія                                              | 4.17,2 WIB CR | Людмила Брагіна СРСР                                                        | 4.17,8     | Тамара Пангелова СРСР                                                      | 4.18,1 |
| 60 метрів з бар'єрами | Карін Бальцер НДР                                                           | 8,1 WIB CR    | Аннелі Ергардт НДР                                                          | 8,1 WIB CR | Тереза Сукневич Польща                                                     | 8,3    |
| 4×200 метрів          | СРСРМарина Нікіфорова Тетяна Кондрашова Людмила Аксьонова Наталія Чистякова | 1.37,1        | ФРНАннелі Вільден Ельфгард Шиттенгельм Аннегрет Кронігер Крістін Таккенберг | 1.38,0     | БолгаріяІванка Венкова Іванка Кошнічарська Софка Казанджієва Монка Бобчева | 1.39,7 |
| 4×400 метрів          | СРСРЛюбов Фіногенова Галина Камардіна Віра Попкова Людмила Аксьонова        | 3.36,6 WIB CR | ФРНГізела Алемаєр Гізела Елленбергер Аннетте Рюккес Кріста Чекай            | 3.39,6     | БолгаріяСветла Златева Стефка Йорданова Джена Бінева Тонка Петрова         | 3.47,8 |
| Стрибки у висоту      | Мілада Карбанова Чехословаччина                                             | 1,80          | Віра Гаврилова СРСР                                                         | 1,80       | Корнелія Попеску Румунія                                                   | 1,78   |
| Стрибки у довжину     | Гайде Розендаль ФРН                                                         | 6,64 CR       | Ірена Шевінська Польща                                                      | 6,56       | Віоріка Віскополяну Румунія                                                | 6,53   |
| Штовхання ядра        | Надія Чижова СРСР                                                           | 19,70 WIB CR  | Маргітта Гуммель НДР                                                        | 19,50      | Антоніна Іванова СРСР                                                      | 18,69  |

## Медальний залік
| Місце               | Країна              | Золото | Срібло | Бронза | Загалом |
| ------------------- | ------------------- | ------ | ------ | ------ | ------- |
| 1                   | СРСР                | 8      | 9      | 6      | 23      |
| 2                   | ФРН                 | 4      | 4      | 2      | 10      |
| 3                   | НДР                 | 4      | 3      | 1      | 8       |
| 4                   | Польща              | 3      | 2      | 2      | 7       |
| 5                   | Велика Британія     | 2      | 1      | 1      | 4       |
| 6                   | Угорщина            | 1      | 0      | 1      | 2       |
| 7                   | Чехословаччина      | 1      | 0      | 0      | 1       |
| 8                   | Румунія             | 0      | 2      | 3      | 5       |
| 9                   | Швеція              | 0      | 1      | 1      | 2       |
| 10                  | Франція             | 0      | 1      | 0      | 1       |
| 11                  | Болгарія            | 0      | 0      | 3      | 3       |
| 12                  | Італія              | 0      | 0      | 2      | 2       |
| 13                  | Австрія             | 0      | 0      | 1      | 1       |
| Загалом (13 збірні) | Загалом (13 збірні) | 23     | 23     | 23     | 69      |

## Відео
- Відеозвіт на YouTube

## Виступ українців
| Чоловіки (6) | Чоловіки (6)       | Чоловіки (6) | Чоловіки (6) |
| Місце        | Атлет              | Дисципліна   | Результат    |
| ------------ | ------------------ | ------------ | ------------ |
| 1            | Валерій Борзов     | 60 м         | 6,6          |
| 1            | Євген Аржанов      | 800 м        | 1.48,7       |
| 2            | Володимир Пантелей | 1500 м       | 3.41,5       |
| 2            | Олександр Демус    | 60 м з/б     | 7,9          |
| 3            | Геннадій Савлевич  | потрійний    | 16,24        |
|              | Валерій Підлужний  | довжина      | 7,54         |

| Жінки (3) | Жінки (3)         | Жінки (3)  | Жінки (3) |
| Місце     | Атлетка           | Дисципліна | Результат |
| --------- | ----------------- | ---------- | --------- |
| 1         | Віра Попкова      | 400 м      | 53,7      |
| 1         | Людмила Аксьонова | 4×200 м    | 1.37,1    |
| 1         | Віра Попкова      | 4×400 м    | 3.36,6    |
| 1         | Людмила Аксьонова | 4×400 м    | 3.36,6    |
| 3         | Тамара Пангелова  | 1500 м     | 4.18,1    |